# Дискография Дэвида Боуи
Дискография британского рок-музыканта Дэвида Боуи включает 26 студийных альбомов, 9 концертных альбомов, 49 сборников, 6 мини-альбомов, 121 сингл и 2 саундтрека. Также Боуи выпустил 2 альбома с группой Tin Machine, 14 видеоальбомов и 59 видеоклипов.
Дебютной работой Боуи был сингл «Liza Jane», он выпустил его под псевдонимом Davie Jones & the King Bees. В 1965 году были изданы ещё два сингла музыканта — под псевдонимами The Manish Boys и Davy Jones & the Lower Third. Первой записью, в которой фигурировал его нынешний псевдоним, стал сингл 1966 года «Can’t Help Thinking About Me», который был выпущен, под заголовком David Bowie with The Lower Third. Его следующим синглом был «Do Anything You Say» (1966 год) — первое произведение, в котором фигурировало только его имя (David Bowie). На следующий год, Боуи выпустил четыре сингла и одноимённый дебютный альбом. В конце 1960-х годов он добился первого успеха в Великобритании с синглом «Space Oddity». Песня заняла 5-ю строчку в национальном хит-параде, немалую роль в её популярности сыграла дата выпуска — за пять дней до полёта «Аполлона-11» на Луну, в ходе которого человек впервые ступил на поверхность спутника Земли.
Боуи выпустил ещё три пластинки — Space Oddity (1969), The Man Who Sold the World (1970) и Hunky Dory (1971), — прежде чем покорил верхние строчки британского хит-парада с альбомом The Rise and Fall of Ziggy Stardust and the Spiders from Mars (1972). Диск занял 5-е место, что стало высшим достижением музыканта на тот момент. После успеха Ziggy Stardust, продажи предыдущего альбома увеличились, и в конечном счёте он достиг третьего места в Великобритании. Лейбл RCA Records воспользовался растущей популярностью артиста и переиздал альбомы — Space Oddity и The Man Who Sold the World, которые достигли 17-й и 26-й строчки в UK Singles Chart соответственно. Боуи выпустил девять студийных альбомов на лейбле RCA Records, все они достигли первой пятёрки на родине музыканта, кроме того, альбомы Aladdin Sane (1973), Pin Ups (1973), Diamond Dogs (1974) и Scary Monsters (and Super Creeps) (1980) покорили его вершину. Затем, Боуи выпустил три пластинки на лейбле EMI — Let's Dance (1983) (одноимённая композиция стала первым синглом Боуи, который достиг высшей строчки в чартах по обе стороны Атлантики), Tonight (1984) и Never Let Me Down (1987). Let's Dance и Tonight добрались до первого места британского хит-парада, а Never Let Me Down достиг в нём шестой позиции.
В 1989 году Боуи сформировал рок-группу Tin Machine, которая выпустила одноименный альбом на лейбле EMI. Хотя альбом добрался до 3-й строчки в британском хит-параде, продавался он весьма скромно и EMI не стали продлевать контракт с музыкантами. Затем вышел второй диск коллектива — Tin Machine II (1991), на лейбле London Records, он достиг лишь 23-й позиции в чарте Великобритании, что было самым слабым показателем Боуи со времён переиздания альбома The Man Who Sold the World в 1973 году. Распустив коллектив и вернувшись к сольному творчеству, музыкант выпустил свой следующий альбом — Black Tie White Noise (1993), который достиг вершины британского хит-парада. В течение 1990-х годов Боуи записал ещё три студийных альбома, каждый из которых входил в Top-10 британского чарта. Вышедшие в следующем десятилетии — Heathen (2002) и Reality (2003) заняли 5-е и 3-е места соответственно. В 2013 году Боуи записал свой очередной лонгплей — The Next Day (2013), который вновь вернул музыканта на вершину, став № 1 в чартах многих стран.
8 января 2016 года, в свой 69-й день рождения, Боуи выпустил альбом Blackstar, который впервые за всю карьеру музыканта занял первое место американского хит парада Billboard 200. Альбом стал последним студийным альбомом музыканта, так как спустя два дня после релиза альбома Дэвид Боуи скончался от рака.
Записи Боуи разошлись в количестве более 140 миллионов пластинок — по этому показателю он входит в десятку самых успешных артистов в истории поп-музыки Великобритании. Пять альбомов музыканта попали в обновлённый список Rolling Stone «500 величайших альбомов всех времён»: The Rise and Fall of Ziggy Stardust and the Spiders from Mars (40-е место), Station to Station (52-е), Hunky Dory (88-е), Low (206-е) и Scary Monsters (and Super Creeps) (443-е). В 2004 году тот же журнал поставил музыканта на 39-е место в списке «100 величайших исполнителей рок-музыки всех времён» и на 23-е место в списке «100 величайших вокалистов всех времён». Все 24 сольных студийных альбома Боуи, начиная с Hunky Dory, достигли первой десятки хит-парада Великобритании.

## Альбомы

### Студийные альбомы
| Год                                                          | Альбом | Высшая позиция в чартах | Высшая позиция в чартах | Высшая позиция в чартах | Высшая позиция в чартах | Высшая позиция в чартах | Высшая позиция в чартах | Высшая позиция в чартах | Высшая позиция в чартах | Высшая позиция в чартах | Высшая позиция в чартах | Высшая позиция в чартах | Высшая позиция в чартах | Высшая позиция в чартах | Высшая позиция в чартах | Высшая позиция в чартах | Высшая позиция в чартах | Высшая позиция в чартах | Высшая позиция в чартах | Высшая позиция в чартах | Сертификация (пороги продаж)                                                                        |  |
| Год                                                          | Альбом | UK                      | US                      | AU                      | AT                      | DE                      | NL                      | NZ                      | NO                      | SE                      | CH                      | FR                      | PT                      | CA                      | DK                      | FI                      | IT                      | JP                      | VL                      | WA                      | Сертификация (пороги продаж)                                                                        |  |
| ------------------------------------------------------------ | --- | ----------------------- | ----------------------- | ----------------------- | ----------------------- | ----------------------- | ----------------------- | ----------------------- | ----------------------- | ----------------------- | ----------------------- | ----------------------- | ----------------------- | ----------------------- | ----------------------- | ----------------------- | ----------------------- | ----------------------- | ----------------------- | ----------------------- | --------------------------------------------------------------------------------------------------- |  |
| 1967                                                         | David Bowie Детали - Дата выпуска: 1 июня 1967 - Лейбл: Deram - Формат: LP, CD, MC                                                 | —                       | —                       | —                       | —                       | —                       | —                       | —                       | —                       | —                       | —                       | —                       | —                       | —                       | —                       | —                       | —                       | —                       | —                       | —                       | |  |
| 1969                                                         | Space Oddity[A] Детали - Дата выпуска: 4 ноября 1969 - Лейблы: Philips, Mercury - Формат: LP, CD, MC                               | 17 [B]                  | 16 [B]                  | 21                      | —                       | —                       | —                       | —                       | —                       | —                       | —                       | —                       | —                       | 13                      | —                       | —                       | —                       | —                       | —                       | —                       | Список - Серебряный - Золотой                                                                       |  |
| 1970                                                         | The Man Who Sold the World Детали - Дата выпуска: 4 ноября 1970 - Лейбл: Mercury - Формат: LP, CD, MC                              | 21 [D]                  | 105 [B]                 | 44                      | —                       | —                       | —                       | —                       | —                       | —                       | —                       | —                       | —                       | —                       | —                       | —                       | —                       | —                       | —                       | —                       | Список - Серебряный                                                                                 |  |
| 1971                                                         | Hunky Dory Детали - Дата выпуска: 17 декабря 1971 - Лейбл: RCA - Формат: LP, CD, MC                                                | 3                       | 93                      | 39                      | —                       | —                       | —                       | —                       | 33 [C]                  | —                       | —                       | —                       | —                       | —                       | —                       | —                       | —                       | —                       | —                       | —                       | Список - Платиновый                                                                                 |  |
| 1972                                                         | The Rise and Fall of Ziggy Stardust and the Spiders from Mars Детали - Дата выпуска: 6 июня 1972 - Лейбл: RCA - Формат: LP, CD, MC | 5                       | 21 [D]                  | 11                      | —                       | —                       | —                       | —                       | 27 [C]                  | 38 [C]                  | —                       | 45 [C]                  | —                       | —                       | —                       | 49 [C]                  | —                       | —                       | —                       | —                       | Список - Золотой - Платиновый                                                                       |  |
| 1973                                                         | Aladdin Sane Детали - Дата выпуска: 13 апреля 1973 - Лейбл: RCA - Формат: LP, CD, MC                                               | 1                       | 17                      | 7                       | —                       | —                       | 4                       | —                       | 11                      | —                       | —                       | 3                       | —                       | 20                      | —                       | —                       | 8                       | 41                      | —                       | —                       | Список - Золотой - Золотой - Золотой                                                                |  |
| 1973                                                         | Pin Ups Детали - Дата выпуска: 19 октября 1973 - Лейбл: RCA - Формат: LP, CD, MC                                                   | 1                       | 23                      | 4                       | —                       | —                       | 6                       | —                       | 8                       | —                       | —                       | 6                       | —                       | —                       | —                       | —                       | —                       | —                       | —                       | —                       | Список - Золотой                                                                                    |  |
| 1974                                                         | Diamond Dogs Детали - Дата выпуска: 24 апреля 1974 - Лейбл: RCA - Формат: LP, CD, MC                                               | 1                       | 5                       | 3                       | —                       | —                       | —                       | —                       | 8                       | —                       | —                       | 4                       | —                       | 1                       | —                       | —                       | 15                      | —                       | —                       | —                       | Список - Золотой - Золотой                                                                          |  |
| 1975                                                         | Young Americans Детали - Дата выпуска: 7 марта 1975 - Лейбл: RCA - Формат: LP, CD, MC                                              | 2                       | 9                       | 9                       | —                       | —                       | —                       | 3                       | 13                      | —                       | —                       | 12                      | —                       | 17                      | —                       | —                       | —                       | 82                      | —                       | —                       | Список - Серебряный - Золотой - Золотой                                                             |  |
| 1976                                                         | Station to Station Детали - Дата выпуска: 23 января 1976 - Лейбл: RCA - Формат: LP, CD, MC                                         | 5                       | 3                       | 8                       | —                       | —                       | 3                       | 9                       | 8                       | 11                      | —                       | 3                       | —                       | —                       | —                       | —                       | 15                      | 67                      | —                       | —                       | Список - Золотой - Золотой - Золотой                                                                |  |
| 1977                                                         | Low Детали - Дата выпуска: 14 января 1977 - Лейбл: RCA - Формат: LP, CD, MC                                                        | 2                       | 11                      | 10                      | 17                      | —                       | 6                       | 12                      | 10                      | 12                      | —                       | —                       | —                       | 56                      | —                       | —                       | —                       | 35                      | —                       | —                       | Список - Золотой - Золотой                                                                          |  |
| 1977                                                         | „Heroes“ Детали - Дата выпуска: 14 октября 1977 - Лейбл: RCA - Формат: LP, CD, MC                                                  | 3                       | 35                      | 6                       | 22                      | —                       | 3                       | 15                      | 13                      | 13                      | —                       | 19                      | —                       | 44                      | —                       | —                       | —                       | 57                      | —                       | —                       | Список - Золотой - Золотой                                                                          |  |
| 1979                                                         | Lodger Детали - Дата выпуска: 18 мая 1979 - Лейбл: RCA - Формат: LP, CD, MC                                                        | 4                       | 20                      | 11                      | 13                      | —                       | 5                       | 3                       | 11                      | 9                       | —                       | 11                      | —                       | 15                      | —                       | —                       | —                       | 32                      | —                       | —                       | Список - Золотой - Золотой                                                                          |  |
| 1980                                                         | Scary Monsters (and Super Creeps) Детали - Дата выпуска: 12 сентября 1980 - Лейбл: RCA - Формат: LP, CD, MC                        | 1                       | 12                      | 1                       | 20                      | 8                       | 3                       | 1                       | 3                       | 4                       | —                       | 1                       | —                       | 9                       | —                       | —                       | —                       | 35                      | —                       | —                       | Список - Золотой - Платиновый - Платиновый                                                          |  |
| 1983                                                         | Let’s Dance Детали - Дата выпуска: 14 апреля 1983 - Лейбл: EMI - Формат: LP, CD, MC                                                | 1                       | 4                       | 1                       | 2                       | 2                       | 1                       | 1                       | 1                       | 1                       | 17                      | 1                       | —                       | 2                       | —                       | —                       | 5                       | 6                       | —                       | —                       | Список - Золотой - Золотой - Золотой - Платиновый - Платиновый - Платиновый - 5× Платиновый         |  |
| 1984                                                         | Tonight Детали - Дата выпуска: 1 сентября 1984 - Лейбл: EMI - Формат: LP, CD, MC                                                   | 1                       | 11                      | 4                       | 8                       | 8                       | 1                       | 4                       | 3                       | 4                       | 8                       | —                       | —                       | 4                       | —                       | —                       | 7                       | 3                       | —                       | —                       | Список - Золотой - Золотой - Золотой - Платиновый - 2× Платиновый                                   |  |
| 1987                                                         | Never Let Me Down Детали - Дата выпуска: 27 апреля 1987 - Лейбл: EMI - Формат: LP, CD, MC                                          | 6                       | 34                      | 19                      | 3                       | 11                      | 9                       | 14                      | 3                       | 2                       | 18                      | 6                       | —                       | 6                       | —                       | —                       | 4                       | 6                       | —                       | —                       | Список - Золотой - Золотой - Золотой - Платиновый                                                   |  |
| 1993                                                         | Black Tie White Noise Детали - Дата выпуска: 5 апреля 1993 - Лейблы: Arista, BMG - Формат: CD, 2×CD+DVD, LP, MC                    | 1                       | 39                      | 12                      | 18                      | 15                      | 8                       | 8                       | 8                       | 18                      | 18                      | 14                      | —                       | 13                      | —                       | —                       | 6                       | 4                       | —                       | —                       | Список - Золотой - Золотой - Золотой                                                                |  |
| 1993                                                         | The Buddha of Suburbia Детали - Дата: Декабрь 1993 - Лейбл: Arista - Формат: LP, CD                                                | 87                      | —                       | —                       | —                       | —                       | —                       | —                       | —                       | —                       | —                       | —                       | —                       | —                       | —                       | —                       | —                       | —                       | —                       | —                       | |  |
| 1995                                                         | 1.Outside Детали - Дата выпуска: 26 сентября 1995 - Лейбл: RCA - Формат: CD, LP, MC                                                | 8                       | 21                      | 55                      | 22                      | 33                      | 38                      | 37                      | 15                      | 13                      | 22                      | 10                      | —                       | —                       | —                       | 26                      | —                       | —                       | 12                      | 14                      | Список - Серебряный                                                                                 |  |
| 1997                                                         | Earthling Детали - Дата выпуска: 30 января 1997 - Лейбл: RCA - Формат: CD, LP, MC                                                  | 6                       | 39                      | 45                      | 15                      | 11                      | 19                      | 15                      | 13                      | 5                       | 20                      | 9                       | —                       | 21                      | —                       | 12                      | 14                      | 20                      | 13                      | 5                       | Список - Серебряный - Золотой                                                                       |  |
| 1999                                                         | ‘hours...’ Детали - Дата выпуска: 4 октября 1999 - Лейбл: Virgin - Формат: CD, 2×CD, DD, MC                                        | 5                       | 47                      | 33                      | 2                       | 4                       | 31                      | 21                      | 4                       | 2                       | 18                      | 7                       | —                       | 21                      | —                       | 39                      | 9                       | 14                      | 12                      | 12                      | Список - Серебряный - Золотой                                                                       |  |
| 2002                                                         | Heathen Детали - Дата выпуска: 11 июня 2002 - Лейбл: ISO/Columbia - Формат: CD, 2×CD, LP, DD, MC                                   | 5                       | 14                      | 9                       | 4                       | 4                       | 19                      | 22                      | 2                       | 6                       | 7                       | 3                       | —                       | 9                       | 1                       | 11                      | 6                       | 26                      | 4                       | 6                       | Список - Золотой - Золотой                                                                          |  |
| 2003                                                         | Reality Детали - Дата выпуска: 16 сентября 2003 - Лейбл: ISO/Columbia - Формат: CD, 2×CD, DD, MC                                   | 3                       | 29                      | 13                      | 3                       | 3                       | 14                      | 14                      | 2                       | 5                       | 5                       | 2                       | 6                       | —                       | 1                       | 8                       | 4                       | 47                      | 4                       | 3                       | Список - Золотой - Золотой                                                                          |  |
| 2013                                                         | The Next Day Детали - Дата выпуска: 8 марта 2013 - Лейбл: ISO/Columbia - Формат: CD, LP, DD                                        | 1                       | 2                       | 2                       | 2                       | 1                       | 1                       | 1                       | 1                       | 1                       | 1                       | 2                       | 1                       | 2                       | 1                       | 1                       | 2                       | 5                       | 1                       | 1                       | Список - Золотой - Золотой - Золотой - Золотой - Золотой - Золотой - Золотой - Золотой - Платиновый |  |
| 2016                                                         | ★ (Blackstar) Детали - Дата выпуска: 8 января 2016 - Лейбл: ISO/Columbia - Формат: CD, LP, DD                                      | 1                       | 1                       | 1                       | 1                       | 1                       | 1                       | 1                       | 1                       | 1                       | 1                       | 1                       | 1                       | 1                       | 1                       | 1                       | 1                       | 5                       | 1                       | 1                       | Список - Золотой - Золотой - Золотой                                                                |  |
| „—“ обозначает, что альбом не попал в хит-парад этой страны. | |                         |                         |                         |                         |                         |                         |                         |                         |                         |                         |                         |                         |                         |                         |                         |                         |                         |                         |                         | |  |

- A↑  Первое издание Space Oddity было выпущено под названием David Bowie в Великобритании и Man of Words/Man of Music в Соединённых Штатах[68].
- B↑ ↑ ↑ ↑  Позиция сингла, переизданного в 1973 году.
- C↑ ↑  Позиция сингла, переизданного в 2002 году.
- D↑ ↑  Позиция альбома в 2016 году.

### С группой Tin Machine
| 1989                                                         | Tin Machine Детали - Дата выпуска: 22 мая 1989 - Лейбл: EMI - Формат: CD, LP, MC           | 3  | 28  | 42 | 19 | — | 24 | 14 | 9  | 9  | Список - Золотой |
| 1991                                                         | Tin Machine II Детали - Дата выпуска: 2 сентября 1991 - Лейбл: London - Формат: CD, LP, MC | 23 | 126 | —  | 25 | — | 33 | —  | 14 | 19 |                  |
| „—“ обозначает, что альбом не попал в хит-парад этой страны. |                                                                                            |    |     |    |    |   |    |    |    |    |                  |

### Концертные альбомы
| 1974                                                         | David Live Детали - Дата выпуска: 29 октября 1974 - Лейбл: RCA - Формат: 2×LP, CD, MC                                      | 2   | —  | 8  | 9  | 89 | 12 | —  | —   | —  | 99 | —  | —  | —  | Список - Золотой           |
| 1978                                                         | Stage Детали - Дата выпуска: 8 сентября 1978 - Лейбл: RCA - Формат: LP, CD                                                 | 5   | —  | 44 | 11 | 2  | 18 | 29 | —   | —  | —  | —  | —  | —  | Список - Золотой - Золотой |
| 1983                                                         | Ziggy Stardust: The Motion Picture Детали - Дата выпуска: Октябрь 1983 - Лейбл: RCA - Формат: LP, CD                       | 17  | —  | 89 | 67 | —  | —  | 42 | 105 | —  | —  | —  | —  | —  |                            |
| 1992                                                         | Tin Machine Live: Oy Vey, Baby (с группой Tin Machine) Детали - Дата выпуска: 2 июля 1992 - Лейбл: London - Формат: CD, LP | —   | —  | —  | —  | —  | —  | —  | —   | —  | —  | —  | —  | —  |                            |
| 2008                                                         | Live Santa Monica '72 Детали - Дата выпуска: 30 июня 2008 - Лейбл: EMI - Формат: CD, LP                                    | 61  | —  | —  | —  | 81 | —  | 40 | 118 | —  | 98 | —  | —  | —  |                            |
| 2008                                                         | Glass Spider Live Детали - Дата выпуска: 23 октября 2008 - Лейбл: Immortal - Формат: CD                                    | —   | —  | —  | —  | —  | —  | —  | —   | —  | —  | —  | —  | —  |                            |
| 2009                                                         | VH1 Storytellers Детали - Дата выпуска: 6 июля 2009 - Лейбл: EMI - Формат: CD, CD+DVD, DD                                  | 114 | —  | —  | —  | —  | —  | —  | —   | —  | —  | —  | —  | —  |                            |
| 2010                                                         | A Reality Tour Детали - Дата выпуска: 26 января 2010 - Лейбл: ISO/Columbia/Legacy - Формат: CD, DD                         | 53  | 34 | —  | —  | 57 | —  | 56 | 66  | 79 | 55 | 24 | 27 | 18 |                            |
| „—“ обозначает, что альбом не попал в хит-парад этой страны. | |     |    |    |    |    |    |    |     |    |    |    |    |    |                            |

- A↑  Европейское переиздание 1995 года получило название Ziggy Stardust and the Spiders from Mars „Live“[76].

### Сборники

#### Сборники 1970-х
| 1970                                                         | The World of David Bowie[A] Детали - Дата выпуска: Март 1970 - Лейбл: Decca - Формат: LP | — | —   | —  |                                    |
| 1973                                                         | Images 1966–1967[B] Детали - Дата выпуска: Февраль 1973 - Лейбл: Deram - Формат: 2×LP    | — | 144 | —  |                                    |
| 1973                                                         | Best Deluxe Детали - Дата выпуска: Октябрь 1973 - Лейбл: RCA - Формат: 2×LP              | — | —   | —  |                                    |
| 1973                                                         | In the Beginning Vol.2 Детали - Лейбл: Deram - Формат: LP                                | — | —   | —  |                                    |
| 1976                                                         | ChangesOneBowie Детали - Дата выпуска: 20 мая 1976 - Лейбл: RCA - Формат: LP             | 2 | 10  | 8  | Список - Платиновый - 2×Платиновый |
| 1977                                                         | Starting Point Детали - Лейбл: Deram - Формат: LP                                        | — | —   | —  |                                    |
| 1979                                                         | Rock Concert Детали - Дата выпуска: Июль 1979 - Лейбл: RCA - Формат: LP                  | — | —   | —  |                                    |
| 1979                                                         | Chameleon Детали - Лейбл: Stavcall - Формат: LP                                          | — | —   | 22 |                                    |
| 1979                                                         | La Grande Storia Del Rock Детали - Лейбл: Deram - Формат: LP                             | — | —   | —  |                                    |
| 1979                                                         | Profile Детали - Лейбл: Deram - Формат: LP                                               | — | —   | —  |                                    |
| „—“ обозначает, что альбом не попал в хит-парад этой страны. |                                                                                          |   |     |    |                                    |

- A ↑  The World of David Bowie был выпущен как Disco de Ouro в Бразилии и Bowie в Японии[77].
- B ↑  Images 1966—1967 был выпущен как David Bowie Mille-Pattes Series во Франции, David Bowie в Бельгии и Аргентине, 20 Bowie Classics в Австралии, и переиздан во Франции под названием Collection Blanche в 1978 году[77].

#### Сборники 1980-х
| 1980                                                          | The Best of Bowie Детали - Дата выпуска: 15 декабря 1980 - Лейбл: K-tel - Формат: LP                                | 3  | —   | 32 | 12 | 10 | 25 | —   | 4  | —  | Список - Платиновый - Платиновый              |
| 1981                                                          | Another Face[A] Детали - Дата выпуска: Май 1981 - Лейбл: Decca - Формат: LP                                         | —  | —   | —  | —  | —  | —  | —   | —  | —  |                                               |
| 1981                                                          | Changestwobowie Детали - Дата выпуска: Ноябрь 1981 - Лейбл: RCA - Формат: LP                                        | 22 | 68  | 53 | —  | —  | 35 | —   | —  | —  | Список - Золотой                              |
| 1982                                                          | Fashions Детали - Дата выпуска: Ноябрь 1982 - Лейбл: RCA - Формат: Box set                                          | —  | —   | —  | —  | —  | —  | —   | —  | —  |                                               |
| 1982                                                          | Rare Детали - Дата выпуска: Декабрь 1982 - Лейбл: RCA - Формат: LP                                                  | 34 | —   | 47 | —  | —  | 5  | 18  | 27 | 13 |                                               |
| 1982                                                          | Superstar Детали - Лейбл: Deram - Формат: LP                                                                        | —  | —   | —  | —  | —  | —  | —   | —  | —  |                                               |
| 1983                                                          | Golden Years Детали - Дата выпуска: Август 1983 - Лейбл: RCA - Формат: LP, CD                                       | 33 | 99  | 25 | —  | —  | 33 | —   | —  | 50 |                                               |
| 1983                                                          | A Second Face Детали - Дата выпуска: Август 1983 - Лейбл: Decca - Формат: LP                                        | —  | —   | —  | —  | —  | —  | —   | —  | —  |                                               |
| 1983                                                          | Prime Cuts Детали - Дата выпуска: Август 1983 - Лейбл: Decca - Формат: MC                                           | —  | —   | —  | —  | —  | —  | —   | —  | —  |                                               |
| 1983                                                          | Die Weisse Serie — Extra Ausgabe Детали - Лейбл: Decca - Формат: LP                                                 | —  | —   | —  | —  | —  | —  | —   | —  | —  |                                               |
| 1984                                                          | Love You till Tuesday Детали - Дата выпуска: Май 1984 - Лейбл: Deram - Формат: LP                                   | 53 | —   | —  | —  | —  | —  | —   | —  | —  |                                               |
| 1984                                                          | Fame and Fashion Детали - Дата выпуска: Май 1984 - Лейбл: RCA - Формат: LP, CD                                      | 40 | 147 | 19 | —  | —  | —  | —   | —  | —  |                                               |
| 1985                                                          | David Bowie: The Collection Детали - Дата выпуска: Ноябрь 1985 - Лейбл: Castle Communications - Формат: 2×LP        | —  | —   | —  | —  | —  | —  | —   | —  | —  | Список - Серебряный                           |
| 1989                                                          | Sound + Vision Детали - Дата выпуска: 19 сентября 1989 - Лейбл: Rykodisc - Формат: 6×LP, 3×кассеты, 3×CD, VCD, 4×CD | —  | 97  | —  | —  | —  | —  | 229 | —  | —  | Список - Золотой - Платиновый - 4× Платиновый |
| 1989                                                          | Человек со звёзд Детали - Лейбл: Мелодия - Формат: LP                                                               | —  | —   | —  | —  | —  | —  | —   | —  | —  |                                               |
| „—“ обозначает, что сборник не попал в хит-парад этой страны. | |    |     |    |    |    |    |     |    |    |                                               |

- A ↑  Another Face был выпущен как Historia de la Musica Rock в Испании, Die Weisse Serie в Германии, 30 Años de Musica Rock в Мексике, и переиздан в Испании под названием Gigantes del Pop Volume 28 в 1982 году[77].

#### Сборники 1990-х
| Год                                                           | Детали альбома                                                                                                  | Высшая позиция в чартах | Высшая позиция в чартах | Высшая позиция в чартах | Высшая позиция в чартах | Высшая позиция в чартах | Высшая позиция в чартах | Высшая позиция в чартах | Высшая позиция в чартах | Высшая позиция в чартах | Высшая позиция в чартах | Высшая позиция в чартах | Высшая позиция в чартах | Высшая позиция в чартах | Высшая позиция в чартах | Сертификация                                                             |
| Год                                                           | Детали альбома                                                                                                  | UK                      | US                      | AU                      | AT                      | DE                      | NL                      | NZ                      | NO                      | SE                      | CH                      | FR                      | ES                      | VL                      | WA                      | Сертификация                                                             |
| ------------------------------------------------------------- | --- | ----------------------- | ----------------------- | ----------------------- | ----------------------- | ----------------------- | ----------------------- | ----------------------- | ----------------------- | ----------------------- | ----------------------- | ----------------------- | ----------------------- | ----------------------- | ----------------------- | ------------------------------------------------------------------------ |
| 1990                                                          | Changesbowie Детали - Дата выпуска: 20 марта 1990 - Лейбл: EMI - Формат: 2×LP, CD                               | 1                       | 39                      | 6                       | 5                       | 7                       | 6                       | 2                       | 16                      | 14                      | 18                      | 6                       | —                       | —                       | —                       | Список - Золотой - Золотой - Золотой - Золотой - Платиновый - Платиновый |
| 1990                                                          | Rock Reflections Детали - Лейбл: Deram - Формат: CD                                                             | —                       | —                       | —                       | —                       | —                       | —                       | —                       | —                       | —                       | —                       | —                       | —                       | —                       | —                       |                                                                          |
| 1990                                                          | David Bowie Детали - Лейбл: Deram - Формат: CD                                                                  | —                       | —                       | —                       | —                       | —                       | —                       | —                       | —                       | —                       | —                       | —                       | —                       | —                       | —                       |                                                                          |
| 1991                                                          | Early On (1964–1966) Детали - Лейбл: Rhino - Формат: CD, LP                                                     | —                       | —                       | —                       | —                       | —                       | —                       | —                       | —                       | —                       | —                       | —                       | —                       | —                       | —                       |                                                                          |
| 1993                                                          | The Singles Collection Детали - Дата выпуска: 16 ноября 1993 - Лейблы: Rykodisc, EMI - Формат: 2×CD             | 9                       | —                       | 49                      | 37                      | 64                      | 5                       | 4                       | —                       | 38                      | —                       | 30                      | —                       | 13                      | 22                      | Список - Золотой - Платиновый - Платиновый                               |
| 1993                                                          | The Gospel According to David Bowie Детали - Лейблы: Spectrum Music, Karussell - Формат: CD                     | —                       | —                       | —                       | —                       | —                       | —                       | —                       | —                       | —                       | —                       | —                       | —                       | —                       | —                       |                                                                          |
| 1995                                                          | RarestOneBowie Детали - Дата выпуска: Май 1995 - Лейблы: Trident Music International, Golden Years - Формат: CD | —                       | —                       | —                       | —                       | —                       | —                       | —                       | —                       | —                       | —                       | —                       | —                       | —                       | —                       |                                                                          |
| 1996                                                          | London Boy[A] Детали - Лейбл: Spectrum - Формат: CD                                                             | —                       | —                       | —                       | —                       | —                       | —                       | —                       | —                       | —                       | —                       | —                       | —                       | —                       | —                       |                                                                          |
| 1997                                                          | The Deram Anthology 1966–1968 Детали - Дата выпуска: 9 июня 1997 - Лейбл: Deram - Формат: CD                    | —                       | —                       | —                       | —                       | —                       | —                       | —                       | —                       | —                       | —                       | —                       | —                       | —                       | —                       |                                                                          |
| 1997                                                          | The Best of David Bowie 1969/1974 Детали - Дата выпуска: 7 октябрь 1997 - Лейбл: EMI - Формат: CD               | 13                      | —                       | —                       | —                       | —                       | —                       | 17                      | —                       | —                       | —                       | —                       | —                       | —                       | —                       | Список - Золотой                                                         |
| 1998                                                          | The Best of David Bowie 1974/1979 Детали - Дата выпуска: 20 апреля 1998 - Лейбл: EMI - Формат: CD               | 39                      | —                       | —                       | —                       | —                       | —                       | —                       | —                       | —                       | —                       | —                       | 96                      | —                       | —                       | Список - Золотой                                                         |
| 1998                                                          | Rarest Series Детали - Лейбл: Rarest - Формат: CD                                                               | —                       | —                       | —                       | —                       | —                       | —                       | —                       | —                       | —                       | —                       | —                       | —                       | —                       | —                       |                                                                          |
| „—“ обозначает, что сборник не попал в хит-парад этой страны. | |                         |                         |                         |                         |                         |                         |                         |                         |                         |                         |                         |                         |                         |                         |                                                                          |

- A ↑  London Boy был выпущен под названием The Laughing Gnome в Германии[77].

#### Сборники 2000-х и 2010-х
| Год                                                           | Детали альбома | Высшая позиция в чартах | Высшая позиция в чартах | Высшая позиция в чартах | Высшая позиция в чартах | Высшая позиция в чартах | Высшая позиция в чартах | Высшая позиция в чартах | Высшая позиция в чартах | Высшая позиция в чартах | Высшая позиция в чартах | Высшая позиция в чартах | Высшая позиция в чартах | Высшая позиция в чартах | Высшая позиция в чартах | Высшая позиция в чартах | Высшая позиция в чартах | Высшая позиция в чартах | Высшая позиция в чартах | Сертификация                                                      |
| Год                                                           | Детали альбома | UK                      | US                      | AT                      | DE                      | NL                      | NZ                      | NO                      | SE                      | CH                      | FR                      | ES                      | HU                      | DK                      | FI                      | IT                      | VL                      | WA                      | PT                      | Сертификация                                                      |
| ------------------------------------------------------------- | --- | ----------------------- | ----------------------- | ----------------------- | ----------------------- | ----------------------- | ----------------------- | ----------------------- | ----------------------- | ----------------------- | ----------------------- | ----------------------- | ----------------------- | ----------------------- | ----------------------- | ----------------------- | ----------------------- | ----------------------- | ----------------------- | ----------------------------------------------------------------- |
| 2000                                                          | Bowie at the Beeb Детали - Дата выпуска: 25 сентября 2000 - Лейбл: EMI - Формат: 2×CD, 3×CD                        | 7                       | 181                     | —                       | —                       | 56                      | —                       | 22                      | 37                      | 88                      | 27                      | —                       | —                       | —                       | —                       | 45                      | 15                      | 14                      | —                       | Список - Серебряный                                               |
| 2001                                                          | All Saints Детали - Дата выпуска: 9 июля 2001 - Лейбл: EMI - Формат: CD                                            | —                       | —                       | —                       | —                       | —                       | —                       | —                       | —                       | —                       | —                       | —                       | —                       | —                       | —                       | —                       | —                       | —                       | —                       |                                                                   |
| 2002                                                          | Best of Bowie Детали - Дата выпуска: 22 октября 2002 - Лейбл: EMI - Формат: CD, 2×CD, 2×DVD                        | 11                      | 70                      | 13                      | 16                      | 19                      | 6                       | —                       | 9                       | 7                       | 11                      | 97                      | —                       | 14                      | 15                      | 23                      | 13                      | 4                       | —                       | Список - Золотой - Золотой - Платиновый - Платиновый - Платиновый |
| 2003                                                          | Club Bowie Детали - Дата выпуска: Ноябрь 2003 - Лейбл: Virgin - Формат: CD                                         | —                       | —                       | —                       | —                       | —                       | —                       | —                       | —                       | —                       | —                       | —                       | —                       | —                       | —                       | —                       | —                       | —                       | —                       |                                                                   |
| 2003                                                          | Musical Storyland Детали - Лейбл: Universal - Формат: CD                                                           | —                       | —                       | —                       | —                       | —                       | —                       | —                       | —                       | —                       | —                       | —                       | —                       | —                       | —                       | —                       | —                       | —                       | —                       |                                                                   |
| 2005                                                          | The Collection Детали - Дата выпуска: 3 мая 2005 - Лейбл: EMI - Формат: CD                                         | —                       | —                       | —                       | —                       | —                       | —                       | —                       | —                       | —                       | —                       | —                       | —                       | —                       | —                       | —                       | —                       | —                       | —                       |                                                                   |
| 2005                                                          | The Platinum Collection Детали - Дата выпуска: 7 ноября 2005 - Лейбл: EMI - Формат: 3×CD                           | 55                      | —                       | —                       | —                       | 25                      | —                       | —                       | 26                      | —                       | —                       | 41                      | —                       | —                       | —                       | 35                      | 96                      | 145                     | —                       | Список - Золотой                                                  |
| 2007                                                          | The Best of David Bowie 1980/1987 Детали - Дата выпуска: 19 марта 2007 - Лейбл: EMI - Формат: CD, DVD              | 34                      | —                       | —                       | —                       | —                       | —                       | —                       | —                       | —                       | 51                      | —                       | —                       | —                       | —                       | 59                      | —                       | —                       | —                       |                                                                   |
| 2008                                                          | iSelect Детали - Дата выпуска: 29 июня 2008 - Лейбл: EMI - Формат: CD                                              | —                       | —                       | —                       | —                       | —                       | —                       | —                       | —                       | —                       | —                       | —                       | —                       | —                       | —                       | —                       | —                       | —                       | —                       |                                                                   |
| 2013                                                          | Zeit! 77-79 Детали - Дата выпуска: 6 мая 2013 - Лейбл: EMI - Формат: 5×CD                                          | —                       | —                       | —                       | —                       | —                       | —                       | —                       | —                       | —                       | —                       | —                       | —                       | —                       | —                       | —                       | —                       | —                       | —                       |                                                                   |
| 2014                                                          | Nothing has changed Детали - Дата выпуска: 17 ноября 2014 - Лейбл: Columbia, Parlophone - Формат: 3×CD, 2×CD, 2×LP | 9                       | 57                      | 30                      | 24                      | 12                      | 34                      | 14                      | 20                      | 42                      | 21                      | 24                      | 9                       | —                       | 43                      | 16                      | 9                       | 24                      | 22                      |                                                                   |
| 2015                                                          | Five Years (1969–1973) Детали - Дата выпуска: 25 сентября 2015 - Лейбл: EMI - Формат: 12×CD, 13×LP, DD             | 45                      | —                       | —                       | 63                      | 68                      | —                       | —                       | —                       | —                       | —                       | —                       | —                       | —                       | —                       | —                       | —                       | —                       | —                       |                                                                   |
| „—“ обозначает, что сборник не попал в хит-парад этой страны. | |                         |                         |                         |                         |                         |                         |                         |                         |                         |                         |                         |                         |                         |                         |                         |                         |                         |                         |                                                                   |

### Мини-альбомы
| 1981                                                              | Don’t Be Fooled By the Name[A] Детали - Дата выпуска: Сентябрь 1981 - Лейблы: Pye, Showcase, Tabak - Формат: 10», 12", 3×7", 3×10" | —  |
| 1982                                                              | David Bowie in Bertolt Brecht’s Baal Детали - Дата выпуска: 13 февраля 1982 - Лейбл: RCA - Формат: 7", 12"                         | 29 |
| 1982                                                              | The Mannish Boys/Davy Jones and the Lower Third Детали - Дата выпуска: Октябрь 1982 - Лейбл: See For Miles - Формат: 10"           | —  |
| 2005                                                              | Live EP (Live at Fashion Rocks) (с группой Arcade Fire) Детали - Дата выпуска: Ноябрь 2005 - Формат: DD                            | 89 |
| 2013                                                              | The Next Day Extra Детали - Дата выпуска: 4 ноября 2013 - Лейбл: ISO/Columbia - Формат: DD                                         | —  |
| 2009                                                              | Space Oddity Детали - Дата выпуска: 20 июля 2009 - Лейбл: EMI - Формат: DD                                                         | —  |
| 2017                                                              | No Plan Детали - Дата выпуска: 8 января 2017 - Лейбл: Columbia - Формат: DD                                                        | —  |
| «—» обозначает, что мини-альбом не попал в хит-парад этой страны. | |    |

- A ↑  Don’t Be Fooled By the Name был выпущен как London Boys в Испании и Early Bowie в Италии; переиздан как David Bowie в Испании в 1985 году; переиздан в Великобритании как Rare Tracks в 1986, 1966 в 1987, Introspective в 1990 и I Dig Everything: The 1966 Pye Singles в 1999 году[77][81][82][83].

## Синглы

### Синглы 1960-х
| Год                                                         | Сингл                                                                               | Высшая позиция в чартах | Высшая позиция в чартах | Высшая позиция в чартах | Высшая позиция в чартах | Высшая позиция в чартах | Высшая позиция в чартах | Сертификация (пороги продаж) | Альбом            |
| Год                                                         | Сингл                                                                               | UK                      | US                      | IE                      | SE                      | NL                      | VL                      | Сертификация (пороги продаж) | Альбом            |
| ----------------------------------------------------------- | ----------------------------------------------------------------------------------- | ----------------------- | ----------------------- | ----------------------- | ----------------------- | ----------------------- | ----------------------- | ---------------------------- | ----------------- |
| 1964                                                        | «Liza Jane» (под псевдонимом — Davie Jones with the King Bees)                      | —                       | —                       | —                       | —                       | —                       | —                       |                              | Неальбомный сингл |
| 1965                                                        | «I Pity the Fool» (под псевдонимом — The Manish Boys)                               | —                       | —                       | —                       | —                       | —                       | —                       |                              | Неальбомный сингл |
| 1965                                                        | «You've Got a Habit of Leaving» (под псевдонимом — Davy Jones & the Lower Third)    | —                       | —                       | —                       | —                       | —                       | —                       |                              | Неальбомный сингл |
| 1966                                                        | «Can't Help Thinking About Me» (под псевдонимом — David Bowie with The Lower Third) | —                       | —                       | —                       | —                       | —                       | —                       |                              | Неальбомный сингл |
| 1966                                                        | «Do Anything You Say»                                                               | —                       | —                       | —                       | —                       | —                       | —                       |                              | Неальбомный сингл |
| 1966                                                        | «I Dig Everything»                                                                  | —                       | —                       | —                       | —                       | —                       | —                       |                              | Неальбомный сингл |
| 1966                                                        | «Rubber Band»                                                                       | —                       | —                       | —                       | —                       | —                       | —                       |                              | David Bowie       |
| 1967                                                        | «The Laughing Gnome»                                                                | 6 [A]                   | —                       | 5 [A]                   | —                       | —                       | —                       | Список - Серебряный          | Неальбомный сингл |
| 1967                                                        | «Love You till Tuesday»                                                             | —                       | —                       | —                       | —                       | —                       | —                       |                              | David Bowie       |
| 1969                                                        | «Space Oddity»                                                                      | 1 [B]                   | 15 [B]                  | 3 [B]                   | 15 [B]                  | 4 [B]                   | 20 [B]                  |                              | Space Oddity      |
| 1969                                                        | «Ragazzo Solo, Ragazza Sola»                                                        | —                       | —                       | —                       | —                       | —                       | —                       |                              | Неальбомный сингл |
| «—» обозначает, что сингл не попал в хит-парад этой страны. |                                                                                     |                         |                         |                         |                         |                         |                         |                              |                   |

- A↑ ↑  Позиция сингла, переизданного в 1973 году.
- B↑ ↑ ↑ ↑  Позиция сингла, переизданного в 1975 году.

### Синглы 1970-х
| 1970                                                        | «The Prettiest Star»                                 | —  | —  | —  | —  | —  | —  | —  | —  | — | —  | —  |                            | Неальбомный сингл                                             |
| 1970                                                        | «Memory of a Free Festival»                          | —  | —  | —  | —  | —  | —  | —  | —  | — | —  | —  |                            | Space Oddity                                                  |
| 1971                                                        | «Holy Holy»                                          | —  | —  | —  | —  | —  | —  | —  | —  | — | —  | —  |                            | Неальбомный сингл                                             |
| 1971                                                        | «Moonage Daydream» (под псевдонимом Arnold Corns)    | —  | —  | —  | —  | —  | —  | —  | —  | — | —  | —  |                            | Неальбомный сингл                                             |
| 1971                                                        | «Hang On to Yourself» (под псевдонимом Arnold Corns) | —  | —  | —  | —  | —  | —  | —  | —  | — | —  | —  |                            | Неальбомный сингл                                             |
| 1972                                                        | «Changes»                                            | —  | 41 | —  | —  | —  | —  | —  | —  | — | —  | —  |                            | Hunky Dory                                                    |
| 1972                                                        | «Starman»                                            | 10 | 65 | —  | —  | —  | 17 | —  | —  | — | —  | —  |                            | The Rise and Fall of Ziggy Stardust and the Spiders from Mars |
| 1972                                                        | «John, I'm Only Dancing»                             | 12 | —  | —  | —  | —  | 19 | —  | —  | — | —  | —  |                            | Неальбомный сингл                                             |
| 1972                                                        | «The Jean Genie»                                     | 2  | 71 | —  | —  | 37 | 3  | —  | —  | — | 5  | 26 |                            | Aladdin Sane                                                  |
| 1973                                                        | «Drive-In Saturday»                                  | 3  | —  | —  | —  | —  | 14 | —  | —  | — | —  | —  |                            | Aladdin Sane                                                  |
| 1973                                                        | «Time»                                               | —  | —  | —  | —  | —  | —  | —  | —  | — | —  | —  |                            | Aladdin Sane                                                  |
| 1973                                                        | «Life on Mars?»                                      | 3  | —  | —  | —  | 39 | 4  | —  | —  | — | —  | —  |                            | Неальбомный сингл                                             |
| 1973                                                        | «Let's Spend the Night Together»                     | —  | —  | —  | —  | —  | —  | —  | —  | — | 19 | —  |                            | Aladdin Sane                                                  |
| 1973                                                        | «Sorrow»                                             | 3  | —  | —  | —  | 39 | 2  | —  | —  | 1 | 29 | —  | Список - Серебряный        | Pin Ups                                                       |
| 1974                                                        | «Rebel Rebel»                                        | 5  | 64 | —  | —  | 33 | 2  | 9  | —  | — | 8  | —  |                            | Diamond Dogs                                                  |
| 1974                                                        | «Rock 'n' Roll Suicide»                              | 22 | —  | —  | —  | —  | 12 | —  | —  | — | —  | —  |                            | Неальбомный сингл                                             |
| 1974                                                        | «Diamond Dogs»                                       | 21 | —  | —  | —  | —  | 27 | —  | —  | — | —  | —  |                            | Diamond Dogs                                                  |
| 1974                                                        | «Knock on Wood»                                      | 10 | —  | —  | —  | —  | 4  | 10 | —  | — | —  | —  |                            | David Live                                                    |
| 1974                                                        | «Rock 'n' Roll with Me»                              | —  | —  | —  | —  | —  | —  | —  | —  | — | —  | —  |                            | David Live                                                    |
| 1975                                                        | «Young Americans»                                    | 18 | 28 | —  | —  | —  | 13 | —  | —  | — | —  | —  | Список - Серебряный        | Young Americans                                               |
| 1975                                                        | «Fame»                                               | 17 | 1  | 21 | —  | —  | —  | 9  | —  | — | 6  | 17 | Список - Золотой - Золотой | Young Americans                                               |
| 1975                                                        | «Golden Years»                                       | 8  | 10 | —  | —  | —  | 9  | —  | 10 | — | 6  | 10 |                            | Station to Station                                            |
| 1976                                                        | «TVC 15»                                             | 33 | 64 | —  | —  | —  | —  | —  | 18 | — | —  | —  |                            | Station to Station                                            |
| 1976                                                        | «Suffragette City»                                   | —  | —  | —  | —  | —  | —  | —  | —  | — | —  | —  |                            | Changesonebowie                                               |
| 1976                                                        | «Stay»                                               | —  | —  | —  | —  | —  | —  | —  | —  | — | —  | —  |                            | Station to Station                                            |
| 1977                                                        | «Sound and Vision»                                   | 3  | 69 | —  | 15 | 6  | —  | —  | —  | — | 2  | 3  |                            | Low                                                           |
| 1977                                                        | «Be My Wife»                                         | —  | —  | —  | —  | —  | —  | —  | —  | — | —  | —  |                            | Low                                                           |
| 1977                                                        | «'Heroes'»                                           | 24 | —  | —  | 19 | —  | 8  | —  | —  | — | 9  | 17 |                            | «Heroes»                                                      |
| 1978                                                        | «Beauty and the Beast»                               | 39 | —  | —  | —  | —  | —  | —  | —  | — | —  | —  |                            | «Heroes»                                                      |
| 1978                                                        | «Breaking Glass»                                     | 54 | —  | —  | —  | —  | —  | —  | —  | — | —  | —  |                            | Stage                                                         |
| 1979                                                        | «Boys Keep Swinging»                                 | 7  | —  | —  | —  | —  | 19 | —  | —  | — | 16 | 18 |                            | Lodger                                                        |
| 1979                                                        | «DJ»                                                 | 29 | —  | —  | —  | —  | —  | —  | —  | — | —  | —  |                            | Lodger                                                        |
| 1979                                                        | «Yassassin»                                          | —  | —  | —  | —  | —  | —  | —  | —  | — | —  | —  |                            | Lodger                                                        |
| 1979                                                        | «Look Back in Anger»                                 | —  | —  | —  | —  | —  | —  | —  | —  | — | —  | —  |                            | Lodger                                                        |
| 1979                                                        | «John, I’m Only Dancing (Again)»                     | 12 | —  | —  | —  | —  | 29 | —  | —  | — | —  | —  |                            | Неальбомный сингл                                             |
| «—» обозначает, что сингл не попал в хит-парад этой страны. |                                                      |    |    |    |    |    |    |    |    |   |    |    |                            |                                                               |

### Синглы 1980-х
| Год                                                         | Сингл                                                           | Высшая позиция в чартах | Высшая позиция в чартах | Высшая позиция в чартах | Высшая позиция в чартах | Высшая позиция в чартах | Высшая позиция в чартах | Высшая позиция в чартах | Высшая позиция в чартах | Высшая позиция в чартах | Высшая позиция в чартах | Высшая позиция в чартах | Высшая позиция в чартах | Высшая позиция в чартах | Высшая позиция в чартах | Сертификация                            | Альбом                                                     |
| Год                                                         | Сингл                                                           | UK                      | US Hot 100              | US Dance                | Main. Rock              | AT                      | DE                      | IE                      | NO                      | SE                      | CH                      | ZA                      | NL                      | VL                      | IT                      | Сертификация                            | Альбом                                                     |
| ----------------------------------------------------------- | --------------------------------------------------------------- | ----------------------- | ----------------------- | ----------------------- | ----------------------- | ----------------------- | ----------------------- | ----------------------- | ----------------------- | ----------------------- | ----------------------- | ----------------------- | ----------------------- | ----------------------- | ----------------------- | --------------------------------------- | ---------------------------------------------------------- |
| 1980                                                        | «Alabama Song»                                                  | 23                      | —                       | —                       | —                       | —                       | —                       | —                       | —                       | —                       | —                       | —                       | —                       | —                       | —                       |                                         | Неальбомный сингл                                          |
| 1980                                                        | «Crystal Japan»                                                 | —                       | —                       | —                       | —                       | —                       | —                       | —                       | —                       | —                       | —                       | —                       | —                       | —                       | —                       |                                         | Неальбомный сингл                                          |
| 1980                                                        | «Ashes to Ashes»                                                | 1                       | —                       | 21                      | —                       | 6                       | 9                       | 4                       | 3                       | 6                       | 11                      | —                       | 15                      | 15                      | —                       | Список - Серебряный                     | Scary Monsters (and Super Creeps)                          |
| 1980                                                        | «Fashion»                                                       | 5                       | 70                      | 21                      | —                       | —                       | 34                      | 11                      | 9                       | 7                       | —                       | 8                       | —                       | —                       | —                       | Список - Серебряный                     | Scary Monsters (and Super Creeps)                          |
| 1981                                                        | «Scary Monsters (and Super Creeps)»                             | 20                      | —                       | —                       | —                       | —                       | —                       | 17                      | —                       | —                       | —                       | —                       | —                       | —                       | —                       |                                         | Scary Monsters (and Super Creeps)                          |
| 1981                                                        | «Up the Hill Backwards»                                         | 32                      | —                       | —                       | —                       | —                       | —                       | —                       | —                       | —                       | —                       | —                       | —                       | —                       | —                       |                                         | Scary Monsters (and Super Creeps)                          |
| 1981                                                        | «Under Pressure» (с группой Queen)                              | 1                       | 29                      | —                       | 7                       | 10                      | 21                      | 2                       | 5                       | 10                      | 10                      | 4                       | 1                       | 5                       | 29                      | Список - Серебряный - Золотой           | Hot Space                                                  |
| 1981                                                        | «Wild Is the Wind»                                              | 24                      | —                       | —                       | —                       | —                       | —                       | 15                      | —                       | —                       | —                       | —                       | —                       | —                       | —                       |                                         | Changestwobowie                                            |
| 1982                                                        | «Cat People (Putting Out Fire)»                                 | 26                      | 67                      | 14                      | 9                       | —                       | —                       | 17                      | 1                       | 1                       | 8                       | —                       | —                       | —                       | —                       |                                         | Cat People (саундтрек)                                     |
| 1982                                                        | «Peace on Earth/Little Drummer Boy» (совместно с Бингом Кросби) | 3                       | —                       | —                       | —                       | 53                      | —                       | 3                       | 6                       | —                       | —                       | —                       | —                       | 33                      | —                       | Список - Серебряный                     | Неальбомный сингл                                          |
| 1983                                                        | «Let’s Dance»                                                   | 1                       | 1                       | 1                       | 8                       | 2                       | 2                       | 1                       | 1                       | 1                       | 1                       | 2                       | 1                       | 1                       | —                       | Список - Золотой - Золотой - Платиновый | Let’s Dance                                                |
| 1983                                                        | «China Girl»                                                    | 2                       | 10                      | 51                      | 3                       | 9                       | 6                       | 2                       | 7                       | 5                       | 8                       | 17                      | 5                       | 3                       | —                       | Список - Серебряный - Золотой           | Let’s Dance                                                |
| 1983                                                        | «Modern Love»                                                   | 2                       | 14                      | —                       | 6                       | —                       | 27                      | 3                       | —                       | —                       | 17                      | —                       | 10                      | 3                       | —                       | Список - Серебряный - Золотой           | Let’s Dance                                                |
| 1983                                                        | «Without You»                                                   | —                       | 73                      | —                       | —                       | —                       | —                       | —                       | —                       | —                       | —                       | —                       | —                       | —                       | —                       |                                         | Let’s Dance                                                |
| 1983                                                        | «White Light/White Heat»                                        | 46                      | —                       | —                       | —                       | —                       | —                       | —                       | —                       | —                       | —                       | —                       | —                       | —                       | —                       |                                         | Ziggy Stardust: The Motion Picture                         |
| 1984                                                        | «Blue Jean»                                                     | 6                       | 8                       | 2                       | 2                       | 16                      | 21                      | 3                       | 3                       | 5                       | 14                      | 13                      | 10                      | 4                       | —                       | Список - Золотой                        | Tonight                                                    |
| 1984                                                        | «Tonight» (совместно с Тиной Тёрнер)                            | 53                      | 53                      | 28                      | 32                      | 22                      | —                       | 24                      | —                       | —                       | 17 [A]                  | —                       | 45                      | —                       | —                       | Список - Золотой                        | Tonight                                                    |
| 1985                                                        | «This Is Not America» (с группой Pat Metheny Group)             | 14                      | 32                      | —                       | 7                       | 5                       | 5                       | 9                       | 3                       | 2                       | 6                       | —                       | 2                       | 2                       | —                       |                                         | The Falcon and the Snowman                                 |
| 1985                                                        | «Loving the Alien»                                              | 19                      | —                       | —                       | —                       | —                       | 27                      | 5                       | —                       | —                       | —                       | —                       | 25                      | 14                      | —                       |                                         | Tonight                                                    |
| 1985                                                        | «Dancing in the Street» (совместно с Миком Джаггером)           | 1                       | 7                       | —                       | —                       | 6                       | 6                       | 1                       | 3                       | 4                       | 9                       | 10                      | 1                       | 2                       | —                       | Список - Золотой                        | Неальбомный сингл                                          |
| 1986                                                        | «Absolute Beginners»                                            | 2                       | 53                      | —                       | 9                       | 2                       | 7                       | 1                       | 4                       | 5                       | 3                       | 6                       | 8                       | 3                       | —                       | Список - Серебряный                     | Absolute Beginners: The Original Motion Picture Soundtrack |
| 1986                                                        | «Underground»                                                   | 21                      | —                       | 22                      | 18                      | —                       | 20                      | 6                       | —                       | 19                      | 14                      | —                       | 7                       | 10                      | —                       |                                         | Labyrinth                                                  |
| 1986                                                        | «Magic Dance»                                                   | —                       | —                       | —                       | —                       | —                       | —                       | —                       | —                       | —                       | —                       | —                       | —                       | —                       | —                       |                                         | Labyrinth                                                  |
| 1986                                                        | «When the Wind Blows»                                           | 44                      | —                       | —                       | —                       | —                       | —                       | 19                      | —                       | —                       | —                       | —                       | 50                      | —                       | —                       |                                         | When the Wind Blows                                        |
| 1987                                                        | «Day-In Day-Out»                                                | 17                      | 21                      | 10                      | 3                       | 25                      | 25                      | 12                      | —                       | 5                       | 28                      | —                       | 15                      | 10                      | —                       |                                         | Never Let Me Down                                          |
| 1987                                                        | «Time Will Crawl»                                               | 33                      | —                       | —                       | 7                       | —                       | 57                      | 18                      | —                       | —                       | —                       | —                       | 71                      | —                       | —                       |                                         | Never Let Me Down                                          |
| 1987                                                        | «Never Let Me Down»                                             | 34                      | 27                      | 17                      | 15                      | —                       | —                       | 26                      | —                       | —                       | —                       | —                       | 70                      | —                       | —                       |                                         | Never Let Me Down                                          |
| 1989                                                        | «Under the God» (с группой Tin Machine)                         | 51                      | —                       | —                       | 8                       | —                       | —                       | 23                      | —                       | —                       | —                       | —                       | —                       | —                       | —                       |                                         | Tin Machine                                                |
| 1989                                                        | «Tin Machine» / «Maggie’s Farm (live)» (с группой Tin Machine)  | 48                      | —                       | —                       | —                       | —                       | —                       | —                       | —                       | —                       | —                       | —                       | —                       | —                       | —                       |                                         | Tin Machine                                                |
| 1989                                                        | «Prisoner of Love» (с группой Tin Machine)                      | —                       | —                       | —                       | —                       | —                       | —                       | —                       | —                       | —                       | —                       | —                       | —                       | —                       | —                       |                                         | Tin Machine                                                |
| «—» обозначает, что сингл не попал в хит-парад этой страны. |                                                                 |                         |                         |                         |                         |                         |                         |                         |                         |                         |                         |                         |                         |                         |                         |                                         |                                                            |

- A↑  Позиция концертной версии сингла, переизданного в 1989 году.

### Синглы 1990-х
| 1990                                                        | «Fame '90»                                                     | 28 | —  | 6  | —  | —  | 36 | 11 | 16 | — | —  | 29 | —  | 22 | —  | Неальбомный сингл         |
| 1991                                                        | «You Belong in Rock 'n' Roll» (с группой Tin Machine)          | 33 | —  | —  | —  | —  | —  | —  | 51 | — | —  | —  | —  | —  | —  | Tin Machine II            |
| 1991                                                        | «Baby Universal» (с группой Tin Machine)                       | 48 | —  | —  | —  | —  | —  | —  | —  | — | —  | —  | —  | —  | —  | Tin Machine II            |
| 1991                                                        | «One Shot» (с группой Tin Machine)                             | —  | —  | —  | 3  | —  | —  | —  | —  | — | —  | —  | —  | —  | —  | Tin Machine II            |
| 1992                                                        | «Real Cool World»                                              | 53 | —  | 9  | 11 | —  | 83 | —  | 27 | — | 26 | —  | —  | 30 | —  | Songs from the Cool World |
| 1993                                                        | «Jump They Say»                                                | 9  | —  | 6  | 4  | —  | 43 | 12 | 24 | 7 | 23 | 40 | —  | 24 | —  | Black Tie White Noise     |
| 1993                                                        | «Black Tie White Noise» (совместно с Al B. Sure!)              | 36 | —  | —  | —  | —  | —  | —  | —  | — | —  | —  | —  | —  | —  | Black Tie White Noise     |
| 1993                                                        | «Miracle Goodnight»                                            | 40 | —  | —  | —  | —  | —  | —  | —  | — | —  | —  | —  | —  | —  | Black Tie White Noise     |
| 1993                                                        | «The Buddha of Suburbia» (совместно с Ленни Кравицом)          | 35 | —  | —  | —  | —  | —  | —  | —  | — | —  | —  | —  | —  | —  | The Buddha of Suburbia    |
| 1994                                                        | «Ziggy Stardust»                                               | —  | —  | —  | —  | —  | —  | —  | —  | — | —  | —  | —  | —  | —  | Неальбомный сингл         |
| 1995                                                        | «The Hearts Filthy Lesson»                                     | 35 | 92 | —  | 20 | —  | —  | —  | —  | — | 34 | —  | —  | —  | —  | 1.Outside                 |
| 1995                                                        | «Strangers When We Meet» / «The Man Who Sold the World (live)» | 39 | —  | —  | —  | —  | —  | —  | —  | — | 56 | —  | —  | —  | —  | 1.Outside                 |
| 1996                                                        | «Hallo Spaceboy»                                               | 12 | —  | 40 | —  | 37 | 59 | 21 | 33 | — | 12 | —  | 8  | 48 | 30 | 1.Outside                 |
| 1996                                                        | «Telling Lies»                                                 | —  | —  | —  | —  | —  | —  | —  | —  | — | 53 | —  | —  | —  | —  | Earthling                 |
| 1997                                                        | «Little Wonder»                                                | 14 | —  | —  | —  | —  | —  | 27 | 50 | — | —  | —  | 10 | —  | —  | Earthling                 |
| 1997                                                        | «Dead Man Walking»                                             | 32 | —  | —  | —  | —  | —  | —  | —  | — | —  | —  | —  | —  | —  | Earthling                 |
| 1997                                                        | «Seven Years in Tibet»                                         | 61 | —  | —  | —  | —  | —  | —  | —  | — | —  | —  | —  | —  | —  | Earthling                 |
| 1997                                                        | «Pallas Athena» (под псевдонимом Tao Jones Index)              | —  | —  | 38 | —  | —  | —  | —  | —  | — | —  | —  | —  | —  | —  | Неальбомный сингл         |
| 1997                                                        | «I'm Afraid of Americans»                                      | —  | 66 | —  | 29 | —  | —  | —  | —  | — | —  | —  | —  | —  | —  | Earthling                 |
| 1997                                                        | «I Can't Read»                                                 | 73 | —  | —  | —  | —  | —  | —  | —  | — | —  | —  | —  | —  | —  | The Ice Storm             |
| 1999                                                        | «Without You I’m Nothing» (с группой Placebo)                  | —  | —  | —  | —  | —  | —  | —  | —  | — | —  | —  | —  | —  | —  | Неальбомный сингл         |
| 1999                                                        | «Thursday’s Child»                                             | 16 | —  | —  | —  | —  | 62 | —  | 81 | — | 48 | —  | —  | —  | —  | 'hours...'                |
| 1999                                                        | «The Pretty Things Are Going to Hell»                          | —  | —  | —  | —  | —  | —  | —  | —  | — | —  | —  | —  | —  | —  | 'hours...'                |
| «—» обозначает, что сингл не попал в хит-парад этой страны. |                                                                |    |    |    |    |    |    |    |    |   |    |    |    |    |    |                           |

### Синглы 2000-х и 2010-х
| 2000                                                        | «Survive»                                     | 28  | —  | —  | —  | —  | —  | —  | — | —  | —  | —  | —  | —  | ‘hours…’                          |
| 2000                                                        | «Seven»                                       | 32  | —  | —  | —  | 97 | —  | —  | — | —  | —  | —  | —  | —  | ‘hours…’                          |
| 2002                                                        | «Slow Burn»                                   | 94  | —  | 69 | —  | 69 | —  | 80 | — | —  | —  | —  | 16 | —  | Heathen                           |
| 2002                                                        | «Everyone Says 'Hi'»                          | 20  | 42 | —  | 83 | —  | —  | —  | — | —  | —  | —  | —  | —  | Heathen                           |
| 2002                                                        | «I’ve Been Waiting for You»                   | —   | —  | —  | —  | —  | —  | —  | — | —  | —  | —  | —  | —  | Heathen                           |
| 2003                                                        | «New Killer Star»                             | 23  | —  | —  | —  | —  | —  | —  | — | —  | —  | —  | 48 | —  | Reality                           |
| 2004                                                        | «Never Get Old»                               | —   | —  | —  | —  | —  | —  | —  | — | —  | —  | —  | —  | —  | Reality                           |
| 2004                                                        | «Rebel Never Gets Old»                        | 47  | —  | —  | —  | —  | —  | —  | — | —  | —  | —  | —  | —  | Неальбомный сингл                 |
| 2006                                                        | «Arnold Layne» (совместно с Дэвидом Гилмором) | 19  | —  | —  | —  | —  | —  | —  | 7 | —  | —  | —  | 2  | 12 | Неальбомный сингл                 |
| 2013                                                        | «Where Are We Now?»                           | 6   | —  | 40 | 47 | 7  | 9  | 52 | 2 | 16 | 5  | 7  | 10 | 9  | The Next Day                      |
| 2013                                                        | «The Stars (Are Out Tonight)»                 | 102 | —  | —  | —  | 88 | 89 | —  | — | —  | —  | —  | —  | —  | The Next Day                      |
| 2013                                                        | «The Next Day»                                | 179 | —  | —  | —  | —  | —  | —  | — | —  | —  | —  | —  | —  | The Next Day                      |
| 2013                                                        | «Valentine’s Day»                             | 179 | —  | —  | —  | —  | —  | —  | — | —  | —  | —  | —  | —  | The Next Day                      |
| 2015                                                        | «Kingdom Come»[A]                             | —   | —  | —  | —  | —  | —  | —  | — | —  | —  | —  | —  | —  | Scary Monsters (and Super Creeps) |
| 2015                                                        | «Blackstar»                                   | 61  | —  | 69 | 97 | 44 | 62 | 20 | — | —  | 84 | 37 | 31 | —  | Blackstar                         |
| 2015                                                        | «Lazarus»                                     | 45  | —  | 38 | 77 | 32 | 48 | 16 | — | 22 | 22 | 21 | 23 | —  | Blackstar                         |
| «—» обозначает, что сингл не попал в хит-парад этой страны. |                                               |     |    |    |    |    |    |    |   |    |    |    |    |    |                                   |

- A↑  Дубль-А сингл, на первой стороне расположена кавер-версия этой песни в исполнении Тома Варлена, на второй — оригинал от Дэвида Боуи, релиз был приурочен ко дню музыкального магазина[94].

## Саундтреки
| Год                                                         | Альбом                                                                                             | Высшая позиция | Высшая позиция | Высшая позиция | Высшая позиция | Высшая позиция |
| Год                                                         | Альбом                                                                                             | UK             | AT             | FR             | NL             | DE             |
| ----------------------------------------------------------- | -------------------------------------------------------------------------------------------------- | -------------- | -------------- | -------------- | -------------- | -------------- |
| 1981                                                        | Christiane F. Детали - Дата: апрель 1981 - Лейбл: RCA - Формат: LP, CD                             | —              | 3              | 17             | —              | 5              |
| 1986                                                        | Labyrinth (совместно с Тревором Джонсом) Детали - Дата: 23 июня 1986 - Лейбл: EMI - Формат: LP, CD | 38             | —              | —              | 39             | —              |
| „—“ обозначает, что сингл не попал в хит-парад этой страны. | |                |                |                |                |                |

## Видеоальбомы
| Год                                                          | Название | Высшая позиция     | Высшая позиция  | Высшая позиция | Сертификация (пороги продаж)                                                  |
| Год                                                          | Название | US Top Music Video | DE Albums Chart | FI             | Сертификация (пороги продаж)                                                  |
| ------------------------------------------------------------ | --- | ------------------ | --------------- | -------------- | ----------------------------------------------------------------------------- |
| 1983                                                         | Video EP Детали - Дистрибьютор: EMI - Формат: VHS                                                                                             | —                  | —               | —              |                                                                               |
| 1984                                                         | Serious Moonlight Детали - Дистрибьюторы: WarnerVision, Pioneer Artists, Nikkatsu - Формат: VHS, LD                                           | 10                 | —               | —              |                                                                               |
| 1984                                                         | Love You till Tuesday Детали - Дистрибьютор: Castle Music Videos - Формат: VHS                                                                | —                  | —               | —              |                                                                               |
| 1984                                                         | Ziggy Stardust and the Spiders from Mars: The Motion Picture Детали - Дистрибьюторы: Warner Home Video, Image Entertainment - Формат: VHS, LD | —                  | —               | —              |                                                                               |
| 1984                                                         | Jazzin' for Blue Jean Детали - Дистрибьютор: PMI - Формат: VHS                                                                                | 28                 | —               | —              |                                                                               |
| 1985                                                         | Ricochet Детали - Дистрибьютор: Virgin Video - Формат: VHS                                                                                    | —                  | —               | —              |                                                                               |
| 1987                                                         | Day-In Day-Out Детали - Дистрибьютор: PMI - Формат: VHS                                                                                       | —                  | —               | —              |                                                                               |
| 1988                                                         | Glass Spider Детали - Дистрибьютор: Stenton - Формат: VHS, LD                                                                                 | —                  | —               | —              |                                                                               |
| 1992                                                         | Tin Machine Live: Oy Vey, Baby Детали - Дистрибьютор: PolyGram Video - Формат: VHS                                                            | —                  | —               | —              |                                                                               |
| 1993                                                         | Black Tie White Noise Детали - Дистрибьютор: BMG Video International - Формат: VHS, LD, VCD                                                   | —                  | —               | —              |                                                                               |
| 1993                                                         | The Video Collection Детали - Дистрибьютор: PMI - Формат: VHS, VCD                                                                            | —                  | —               | —              |                                                                               |
| 2002                                                         | Best of Bowie Детали - Дистрибьютор: EMI - Формат: DVD                                                                                        | 9                  | 76              | —              | Список - Золотой - Платиновый - 2× Платиновый - 2× Платиновый - 2× Платиновый |
| 2004                                                         | A Reality Tour Детали - Дистрибьютор: Columbia - Формат: DVD                                                                                  | —                  | 59              | 10             | Список - Золотой - Платиновый - 3× Платиновый                                 |
| „—“ обозначает, что альбом не попал в хит-парад этой страны. | |                    |                 |                |                                                                               |

## Видеоклипы
| Год  | Видео                                                                         | Режиссёр(ы)                   |
| ---- | ----------------------------------------------------------------------------- | ----------------------------- |
| 1972 | „John, I’m Only Dancing“                                                      | Мик Рок                       |
| 1972 | „The Jean Genie“                                                              | Мик Рок                       |
| 1972 | „Space Oddity“                                                                | Мик Рок                       |
| 1973 | „Life on Mars?“                                                               | Мик Рок                       |
| 1977 | „Be My Wife“                                                                  | Стэнли Дорфман                |
| 1977 | „'Heroes'“                                                                    | Стэнли Дорфман                |
| 1979 | „Boys Keep Swinging“                                                          | Дэвид Маллет                  |
| 1979 | „DJ“                                                                          | Дэвид Маллет                  |
| 1979 | „Look Back in Anger“                                                          | Дэвид Маллет                  |
| 1980 | „Ashes to Ashes“                                                              | Дэвид Боуи и Дэвид Маллет     |
| 1980 | „Fashion“                                                                     | Дэвид Маллет                  |
| 1981 | „Wild Is the Wind“                                                            | Дэвид Маллет                  |
| 1981 | „The Drowned Girl“                                                            | Дэвид Маллет                  |
| 1981 | „Under Pressure“                                                              | Дэвид Маллет                  |
| 1982 | „Peace on Earth/Little Drummer Boy“[A]                                        |                               |
| 1983 | „Let’s Dance“                                                                 | Дэвид Боуи и Дэвид Маллет     |
| 1983 | „China Girl“                                                                  | Дэвид Боуи и Дэвид Маллет     |
| 1983 | „Modern Love“                                                                 | Джим Юкич                     |
| 1984 | „Blue Jean“                                                                   | Джулиен Темпл                 |
| 1985 | „Loving the Alien“                                                            | Дэвид Боуи и Дэвид Маллет     |
| 1985 | „Dancing in the Street“                                                       | Дэвид Маллет                  |
| 1986 | „Absolute Beginners“                                                          | Джулиен Темпл                 |
| 1986 | „Underground“                                                                 | Стив Бэррон                   |
| 1986 | „As the World Falls Down“                                                     | Стив Бэррон                   |
| 1986 | „When the Wind Blows“                                                         | Стив Бэррон и Джимми Мураками |
| 1987 | „Day-In Day-Out“                                                              | Джулиен Темпл                 |
| 1987 | „Time Will Crawl“                                                             | Тим Поуп                      |
| 1987 | „Never Let Me Down“                                                           | Жан-Батист Мондино            |
| 1989 | „Under the God“                                                               | Джулиен Темпл                 |
| 1989 | „Tin Machine“                                                                 | Джулиен Темпл                 |
| 1989 | „Maggie’s Farm“[B]                                                            |                               |
| 1990 | „Fame '90“                                                                    | Гас Ван Сент                  |
| 1992 | „Real Cool World“[C]                                                          |                               |
| 1993 | „Jump They Say“                                                               | Марк Романек                  |
| 1993 | „Black Tie White Noise“                                                       | Марк Романек                  |
| 1993 | „Miracle Goodnight“                                                           | Мэтью Ролстон                 |
| 1993 | „Buddha of Suburbia“                                                          | Роджер Митчелл                |
| 1995 | „The Heart’s Filthy Lesson“                                                   | Сэмюэль Бейер                 |
| 1996 | „Strangers When We Meet“                                                      | Сэмюэль Бейер                 |
| 1996 | „Hallo Spaceboy“                                                              | Дэвид Маллет                  |
| 1997 | „Little Wonder“                                                               | Флория Сигизмонди             |
| 1997 | „Dead Man Walking“                                                            | Флория Сигизмонди             |
| 1997 | „Seven Years in Tibet“                                                        | Руди Долезал и Ганс Россахер  |
| 1997 | „I’m Afraid of Americans“                                                     | Дом и Ник                     |
| 1999 | „Thursday’s Child“                                                            | Вальтер Стерн                 |
| 2000 | „Survive“                                                                     | Вальтер Стерн                 |
| 2002 | „Slow Burn“                                                                   |                               |
| 2003 | „New Killer Star“                                                             | Брамби Бойлстон               |
| 2013 | „Where Are We Now?“                                                           | Тони Оуслер                   |
| 2013 | „The Stars (Are Out Tonight)“                                                 | Флория Сигизмонди             |
| 2013 | „The Next Day“                                                                | Флория Сигизмонди             |
| 2013 | „Valentine’s Day“                                                             | Индрани и Маркус Клинко       |
| 2013 | „Love Is Lost (Hello Steve Reich mix by James Murphy for The DFA)“ (Версия 1) | Барнаби Ропер                 |
| 2013 | „Love Is Lost (Hello Steve Reich mix by James Murphy for The DFA)“ (Версия 2) | Барнаби Ропер                 |
| 2013 | „I’d Rather Be High — Venetian Mix (Wasted Edit)“                             | Том Хингстон                  |
| 2014 | „Sue (Or in a Season of Crime)“                                               | Том Хингстон и Джимми Кинг    |
| 2015 | „Blackstar“                                                                   | Йохан Ренк                    |
| 2016 | „Lazarus“                                                                     | Йохан Ренк                    |
| 2016 | „Life on Mars? (2016 Mix)“                                                    | Мик Рок                       |
| 2017 | „No Plan“                                                                     | Том Хингстон                  |

- A↑  Запись выступления на телепередаче Bing Crosby’s Merrie Olde Christmas, в связи с этим был снят специальный выпуск шоу[116].
- B↑  Концертная версия, записанная во время шоу в Амстердаме 24 июня 1989 года[117].
- C↑  Коллаж кадров из кинофильма „Параллельный мир“[118].

## Песни, изданные на различных саундтреках
| Год       | Песня                                                | Альбом                                                | Примечания                                              | Ссылка          |
| --------- | ---------------------------------------------------- | ----------------------------------------------------- | ------------------------------------------------------- | --------------- |
| 1979      | „Revolutionary Song“                                 | Саундтрек к фильму „Прекрасный жиголо, бедный жиголо“ |                                                         | [ 119 ]         |
| 1982      | „Cat People (Putting Out Fire)“, „The Myth“          | Саундтрек к фильму „Люди-кошки“                       |                                                         | [ 119 ]         |
| 1985      | „This Is Not America“,                               | Саундтрек к фильму „Агенты Сокол и Снеговик“          |                                                         | [ 120 ]         |
| 1986      | „Absolute Beginners“, „That’s Motivation“, „Volare“  | Саундтрек к фильму „Абсолютные новички“               |                                                         | [ 121 ]         |
| 1986      | „When the Wind Blows“                                | Саундтрек к мультфильму „Когда дует ветер“            |                                                         | [ 122 ]         |
| 1990      | „Betty Wrong“                                        | Саундтрек к фильму „The Crossing“                     |                                                         | [ 123 ]         |
| 1990      | „Fame 90“                                            | Саундтрек к фильму „Красотка“                         |                                                         | [ 124 ]         |
| 1992      | „Real Cool World“                                    | Саундтрек к фильму „Параллельный мир“                 |                                                         | [ 123 ]         |
| 1993      | „All Saints“                                         | Саундтрек к фильму „Непристойное предложение“         |                                                         | [ 123 ]         |
| 1996      | „A Small Plot of Land“                               | Саундтрек к фильму „Баския“                           | Ранняя версия трека                                     | [ 125 ]         |
| 1997      | „I’m Deranged (Edit)“, „I’m Deranged (Edit Reprise)“ | Саундтрек к фильму „Lost Highway“                     |                                                         | [ 123 ]         |
| 1997      | „Little Wonder (Danny Saber Dance Mix)“              | Саундтрек к фильму „Святой“                           | Трек был выпущен только на британском издании           | [ 126 ]         |
| 1997      | „I Can’t Read“                                       | Саундтрек к фильму „Ледяной ветер“                    | Сольная версия Дэвида Боуи                              | [ 127 ]         |
| 1997      | „Under Pressure“                                     | Саундтрек к фильму „Убийство в Гросс-Пойнте“          |                                                         | [ 128 ]         |
| 1999      | „The Pretty Things Are Going to Hell“                | Саундтрек к фильму „Стигматы“                         |                                                         | [ 129 ]         |
| 1999      | „Rebel Rebel“                                        | Саундтрек к фильму „Детройт — город рока“             |                                                         | [ 130 ]         |
| 2000      | „Something in the Air (American Psycho Remix)“       | Саундтрек к фильму „Американский психопат“            |                                                         | [ 131 ]         |
| 2000      | „I’m Waiting For The Man“                            | Саундтрек к фильму „Почти знаменит“                   |                                                         | [ 132 ]         |
| 2001      | „Candidate (Intimacy Remix)“                         | Саундтрек к фильму „Интим“                            |                                                         | [ 123 ]         |
| 2001      | „Nature Boy“                                         | Саундтрек к фильму „Мулен Руж!“                       | Дэвид Боуи и Massive Attack                             | [ 123 ]         |
| 2001      | „American Dream“                                     | Саундтрек к фильму „Тренировочный день“               | P. Diddy и The Bad Boy Family, совместно с Дэвидом Боуи | [ 133 ]         |
| 2001      | „Golden Years“                                       | Саундтрек к фильму „История рыцаря“                   |                                                         | [ 134 ]         |
| 2001      | „Something in the Air“                               | Саундтрек к фильму „Memento“                          |                                                         | [ 135 ]         |
| 2002      | „Sweet Head“                                         | Саундтрек к фильму „Миля лунного света“               |                                                         | [ 136 ]         |
| 2003      | „Rebel Rebel“                                        | Саундтрек к фильму „Ангелы Чарли: Только вперёд“      |                                                         | [ 137 ]         |
| 2003      | „Bring Me the Disco King (Lohner Mix)“               | Саундтрек к фильму „Другой мир“                       | Ремикс Дэнни Лонера                                     | [ 138 ]         |
| 2004      | „All The Madmen (Live Intro/Original LP Version)“    | Саундтрек к фильму „Mayor of the Sunset Strip“        | Микс из концертных и студийных записей                  | [ 123 ]         |
| 2004      | „Changes“                                            | Саундтрек к мультфильму „Шрек 2“                      | Butterfly Boucher совместно с Дэвидом Боуи              | [ 139 ]         |
| 2004      | „Life on Mars?“, „Queen Bitch“                       | Саундтрек к фильму „Водная жизнь Стива Зиссу“         |                                                         | [ 140 ]         |
| 2005      | „(She Can) Do That“                                  | Саундтрек к фильму „Стелс“                            | Дэвид Боуи и BT                                         | [ 141 ]         |
| 2005      | „The Prettiest Star“                                 | Саундтрек к фильму „Чумовые боты“                     |                                                         | [ 142 ]         |
| 2005      | „We are the Dead“                                    | Саундтрек к фильму „Три доллара“                      |                                                         | [ 143 ]         |
| 2007      | „Let’s Dance“                                        | Саундтрек к фильму „Рок-волна“                        |                                                         | [ 144 ]         |
| 2007      | „Life on Mars?“                                      | Саундтрек к телесериалу „Жизнь на Марсе“              |                                                         | [ 145 ]         |
| 2007      | „Queen Bitch“                                        | Саундтрек к фильму „Беги, толстяк, беги“              |                                                         | [ 146 ]         |
| 2007      | „Ashes to Ashes“                                     | Саундтрек к фильму „Девушка моих кошмаров“            |                                                         | [ 147 ]         |
| 2008      | „Queen Bitch“                                        | Саундтрек к фильму „Харви Милк“                       |                                                         | [ 148 ]         |
| 2009      | „Drive In Saturday“, „Warszawa“                      | Саундтрек к фильму „Контроль“                         |                                                         | [ 149 ]         |
| 2009/2010 | „Let’s Dance“, „Under Pressure“                      | Саундтрек к телесериалу „Прах к праху“                |                                                         | [ 150 ] [ 151 ] |
| 2010      | „Changes“                                            | Саундтрек к телесериалу „Декстер“                     |                                                         | [ 152 ]         |
| 2010      | „Moonage Daydream“                                   | Саундтрек к фильму „Маленькие секреты“                |                                                         | [ 153 ]         |
| 2010      | „Win“                                                | Саундтрек к фильму „Детки в порядке“                  |                                                         | [ 154 ]         |
| 2010      | „Rebel Rebel“                                        | Саундтрек к фильму „Ранэвэйс“                         |                                                         | [ 155 ]         |
| 2012      | „Fashion“                                            | Церемония закрытия Летних Олимпийских игр 2012        |                                                         | [ 156 ]         |
| 2013      | „Fame“                                               | Саундтрек к фильму „Гонка“                            |                                                         | [ 157 ]         |
| 2013      | „The Jean Genie“                                     | Саундтрек к фильму „Афера по-американски“             |                                                         | [ 158 ]         |
| 2014      | „Moonage Daydream“                                   | Саундтрек к фильму „Стражи Галактики“                 |                                                         | [ 159 ]         |
| 2015      | „Starman“                                            | Саундтрек к фильму „Марсианин“                        |                                                         | [ 160 ]         |
| 2017      | „Space Oddity“                                       | Саундтрек к фильму „Валериан и город тысячи планет“   |                                                         | [ 160 ]         |